# Creech Air Force Base
Creech Air Force Base (IATA-code: INS, ICAO-code: KINS) is een vliegbasis van de United States Air Force bij Indian Springs in Clark County in de Amerikaanse staat Nevada.
Vanuit Creech AFB worden "dagelijkse overzeese 'contingency' (nood)operaties ... met van op afstand bestuurde vliegtuigsystemen die missies over de hele wereld vliegen" gestuurd. Naast een luchthaven heeft de militaire installatie het Unmanned Aerial Vehicle Battlelab, bijbehorende grondapparatuur voor luchtoorlogvoering en onbemande luchtvaartuigen van het type dat in Afghanistan en Irak wordt gebruikt, zoals de RQ-170 Sentinel. Het luchtruim boven Creech is de luchttrainingslocatie voor de U.S. Air Force Thunderbirds, gestationeerd in de nabijgelegen Nellis Air Force Base en "is een van de twee noodvliegvelden" voor de Nevada Test and Training Range.
Naast het vliegveld omvat de basis de "UAV-Logistic and Training Facility", het Joint Unmanned Aerial Systems Center of Excellence, Silver Flag Alpha Regional Training Center en andere militaire eenheden/faciliteiten. De basis is vernoemd naar de gepensioneerde Amerikaanse luchtmachtgeneraal Wilbur L. Creech, de voormalige commandant van Tactical Air Command (TAC), het voorgangercommando van het hedendaagse Air Combat Command (ACC).
Vanop de basis worden MQ-1 Predators, MQ-9 Reapers en RQ-170 Sentinels bestuurd.